# Cervere
Cervere es una localidad y comune italiana de la provincia de Cuneo, región de Piamonte, con 2.029 habitantes.

## Evolución demográfica
| Gráfica de evolución demográfica de Cervere entre 1861 y 2001 |
|                                                               |
| Fuente ISTAT - elaboración gráfica de Wikipedia               |